# Abaiba
Abaiba dimorphica, jedina vrsta kukaca strizibuba iz roda Abaiba. Ova vrsta otkrivena je u Kolumbiji 2007 godine a rod je klasificiran tribusu Necydalopsini, podporoica Cerambycinae. Uhvaćeni primjerci su iz nacionalnog parka Iguaque u departmanu Boyacá.
Naraste oko 10 mm. Crne je boje sa žutim krilima (ženka), kod mužjaka prednji dio krila je crn, a ticala su mu duža. Razdoblje leta im je u siječnju, veljači, svibnju i rujnu.